# ヘレロプIK
ヘレロプIK（英語: Hellerup Idræts Klub）は、デンマークの首都地域のヘレロプをホームタウンとする総合スポーツクラブ。本記事では特に断りがない限り、サッカー部門について記述する。

## 歴史
1900年12月10日、ヘレロプIKはエルンスト・シュルツの主導でテニス部門とサッカー部門で構成されるスポーツクラブとして創設された。1965年4月23日にアイスホッケー部門が設立されたが、1996年に廃止された。1970年にハンドボール部門が設立された。

## タイトル

### 国内タイトル
- なし

### 国際タイトル
- なし

## 過去の成績
| シーズン | リーグ戦             | リーグ戦 | リーグ戦 | リーグ戦 | リーグ戦 | リーグ戦 | リーグ戦 | リーグ戦 | リーグ戦 | デンマーク・カップ |
| シーズン | ディビジョン         | 試       | 勝       | 分       | 敗       | 得       | 失       | 点       | 順位     | デンマーク・カップ |
| -------- | -------------------- | -------- | -------- | -------- | -------- | -------- | -------- | -------- | -------- | ------------------ |
| 2018-19  | セカンドディビジョン | 33       | 11       | 10       | 12       | 49       | 49       | 43       | 11位     | 2回戦敗退          |
| 2019-20  | セカンドディビジョン | 23       | 9        | 8        | 6        | 36       | 29       | 35       | 8位      | 3回戦敗退          |
| 2020-21  | セカンドディビジョン | 26       | 16       | 5        | 5        | 39       | 25       | 53       | 2位      | 1回戦敗退          |
| 2021-22  | セカンドディビジョン | 32       | 9        | 10       | 13       | 46       | 56       | 37       | 6位      | 1回戦敗退          |
| 2022-23  | セカンドディビジョン | 32       | 12       | 4        | 16       | 43       | 49       | 40       | 9位      | 1回戦敗退          |

## 歴代監督
- ヤコブ・フリース＝ハンセン 2003-2007

## 歴代所属選手
- ヘンリク・ラーセン 1983-1984